# کاراته

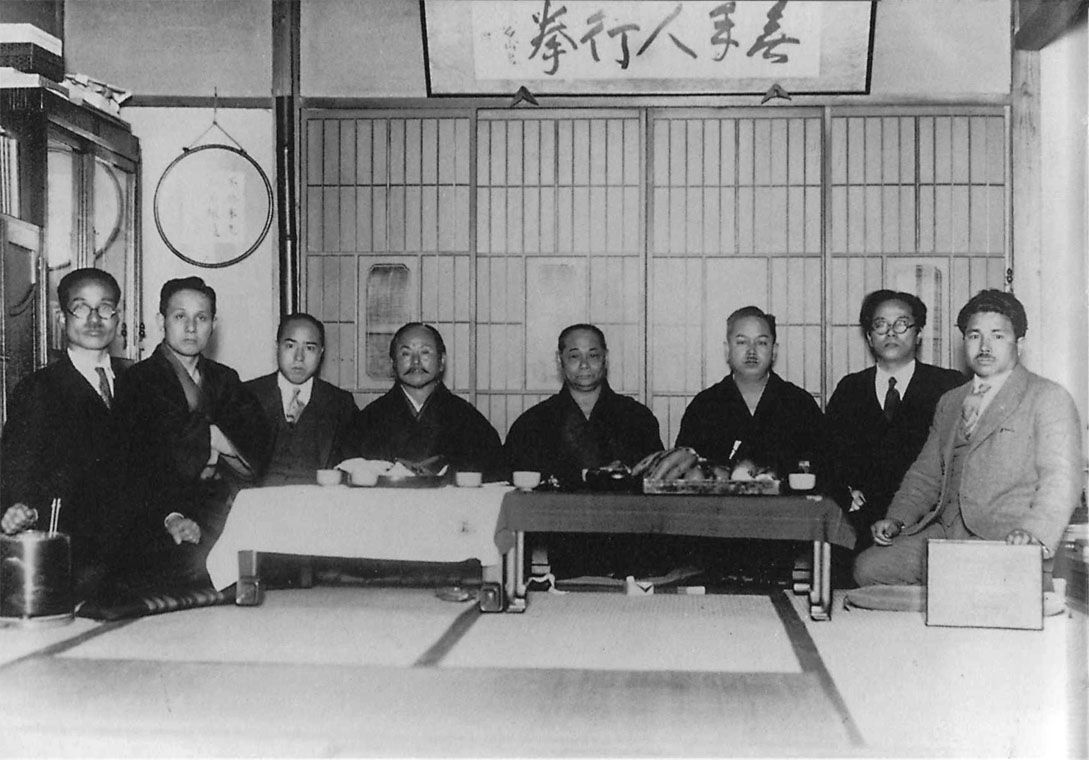
مهم‌ترین استادان وقت کاراته در جلسه‌ای در توکیو (دههٔ ۱۹۳۰)، از چپ: تویوما کانکن بنیان‌گذار شوتوکان کاراته، اوتسوکا هیرونوری بنیان‌گذار وادوریو کاراته، تاکشی شیمودا شاگرد اصلی فوناکوشی، گیچین فوناکوشی بنیان‌گذار شوتوکان کاراته، موتوبو چوکی از مهم‌ترین مبارزان کاراته، کنوا مابونی بنیان‌گذار شیتوریو کاراته، گنوا ناکازونه و تایرا شینکن استاد هنرهای رزمی سنتی اوکیناوا و شاگرد فوناکوشی و مابونی

کاراته (به ژاپنی: 空手) یکی از رشته‌های هنرهای رزمی است. مسابقات کاراته مدرن در دو بخش کومیته (بخش مبارزه) و کاتا (بخش اجرای فرم) برگزار می‌شود. کاراته نوعی هنر رزمی متعلق به جزایر ریوکیو است، جایی‌که امروز در جزایر اوکیناوا ژاپن قرار دارد. این رشته از ترکیب روش‌های جنگی بومی و محلی این منطقه معروف به ته (معنی تحت‌اللفظی: دست) پدید آمده‌است. کاراته یک هنر رزمی مبتنی بر دفاع کردن است و همچنین از ضربات دست، پا، زانو، آرنج تشکیل می‌شود. در برخی سبک‌های کاراته فنون گلاویزی، قفل مفصل، مهاری، پرتابی و ضربه به نقاط حساس نیز آموزش داده می‌شود. در کاراته ضربات بر اساس حداکثر قدرت و سرعت، اجرا می‌شود. سه بخش مهم کاراته از کیهون (تکنیک‌های پایه و اساسی)، کاتا (مجموعه ای از تکنیک ها ، تاکتیک ها و الگوهای از پیش طراحی شده که یک مسیر مشخص شده و هدف دار را دنبال میکند که گاها به اشتباه اجرای فرم نیز بیان میشود) و کومیته (الگوهای مبارزه ای) را تشکیل می‌شود. هنرجویان این رشته کاراته‌کا نامیده می‌شوند.هنر‌جویان بر اساس کمربند های کاراته به همدیگر احترام میگذارند.
تکامل کاراته تا سدهٔ نوزدهم در جزایر ریوکیو، پیش از آن که به قلمرو ژاپن ملحق شود، اتفاق افتاد. در اوایل سدهٔ بیستم در پی دورانی از تبادلات فرهنگی بین ریوکیو و ژاپن، رشته کاراته نیز به سرزمین اصلی ژاپن معرفی شد. در سال ۱۹۲۲ وزارت آموزش ژاپن گیچین فوناکوشی را برای نمایش کاراته به توکیو دعوت کرد. در ۱۹۲۴ دانشگاه کیو نخستین باشگاه دانشگاهی کاراته را تأسیس کرد و تا سال ۱۹۳۲ در تمام دانشگاه‌های اصلی ژاپن، باشگاه‌های کاراته بر پا شده بود. در این دوران که نظامی‌گرایی ژاپنی اوج گرفته بود، نام این رشته از واژه تو ته (توده) . ته یا ده به معنی لغوی فضیلت ، برتری و همچنین تفسیر عامیانه «دست‌چینی» به واژه‌ای هم‌ نوا با معنی «دست خالی» تغییر کرد. البته هر دو کلمه کاراته تلفظ می‌شوند. این تغییر نشانگر اشتیاق ژاپنی‌ها به معرفی این رشته به عنوان یک هنر رزمی ژاپنی بود. پس از جنگ جهانی دوم اوکیناوا یک قرارگاه نظامی مهم ایالات متحده آمریکا شد و تمرین کاراته در میان نظامیان ساکن این جزیره محبوبیت یافت. کاراته مدرن توسط استاد هیگائونا بنیان نهاده شده‌است.
فیلم‌های سینمایی رزمی دههٔ ۱۹۶۰ و ۱۹۷۰ کمک زیادی به افزایش محبوبیت کاراته کردند و به گشایش باشگاه‌های کاراته در بسیاری از نقاط جهان منجر شدند. شیگارو اگامی مدرس ارشد شوتوکان بر این باور است «اکثر هنرجویان کاراته در کشورهای دیگر کاراته را فقط برای تکنیک‌های مبارزه‌ای آن دنبال می‌کنند. فیلم‌های سینمایی و تلویزیونی، کاراته را به مثابهٔ روشی جادویی برای مبارزه معرفی می‌کنند، که قادر به کشتن یا مجروح کردن حریف در یک چشم برهم زدن است. رسانه‌های جمعی یک هنر ساختگی را معرفی می‌کنند که بسیار دور از واقعیت است.» شوشین ناگامینه نیز معتقد است «کاراته را می‌توان یک نبرد درونی یا ماراتنی توصیف کرد که تمام عمر طول می‌کشد و موفقیت در آن تنها از مسیر خویشتن‌داری، تمرین سخت و ابتکارات خلاقانه میسر است.»

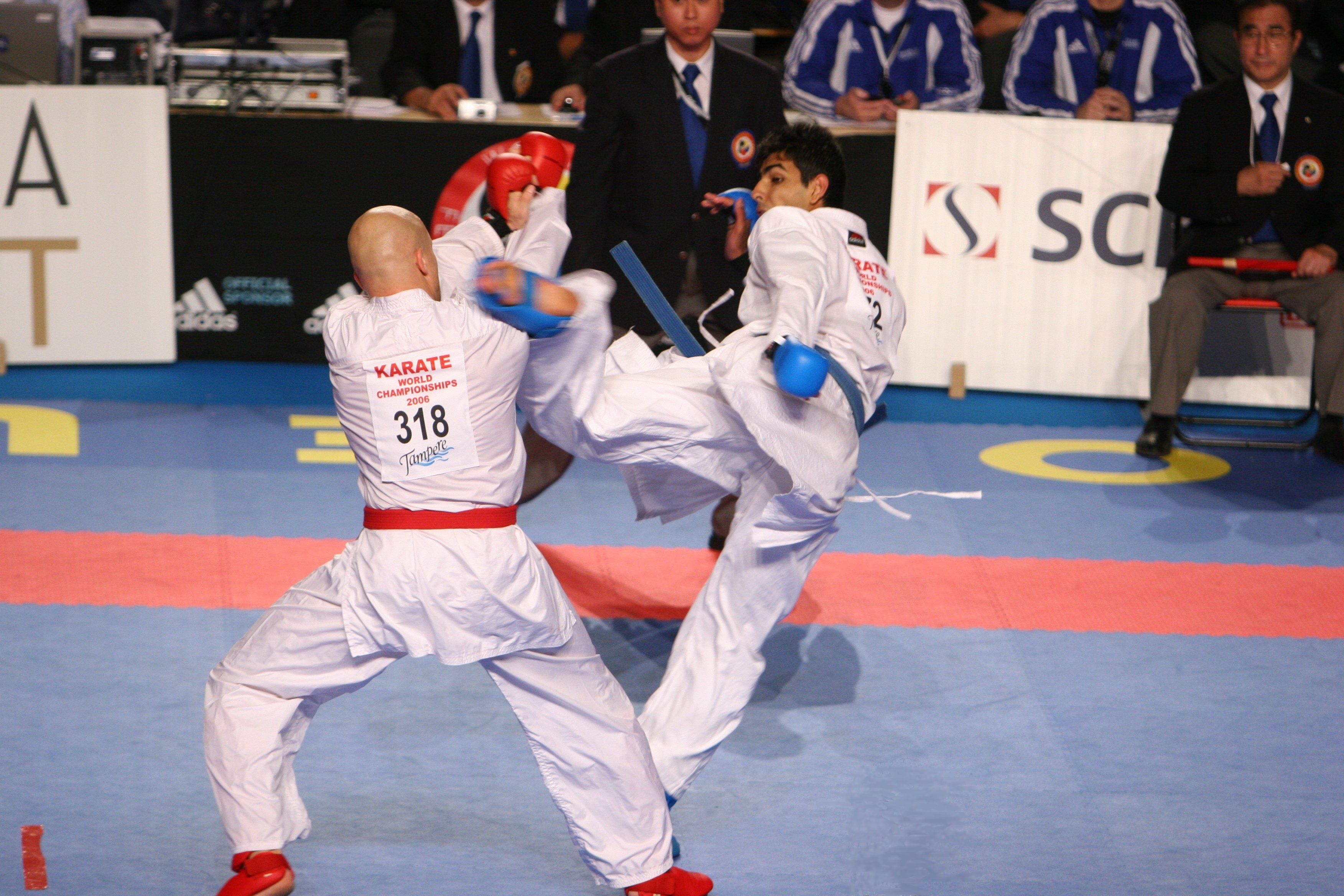
یک مبارزهٔ قهرمانی جهان کاراته در سال ۲۰۰۶

برای بسیاری از هنرجویان حقیقی همچون سن سی فوناکوشی، کاراته یک روش زندگی و تمرین عمیق فلسفی و عرفانی میتواند باشد. کاراته_دو به آموزش اصول اخلاقی می‌پردازد و می‌تواند جنبهٔ معنوی برای پیروان آن داشته باشد. امروزه کاراته برای کمال شخصیت، دفاع شخصی، و به عنوان یک ورزش آموخته می‌شود. کاراته در برنامه المپیک، بازی‌های جهانی، و بازی‌های آسیایی قرار دارد. این رشته در جریان رأی‌گیری کمیته بین‌المللی المپیک در ۴ اوت ۲۰۱۶ در برزیل توانست اکثریت آراء برای ورود به المپیک را کسب کند و به عنوان یک رشته المپیکی به رسمیت شناخته شود و از بازی‌های المپیک ۲۰۲۰ ژاپن وارد بازی‌های المپیک خواهد شد. «وب ژاپن» وبگاه متعلق به وزارت خارجه ژاپن تعداد هنرجویان کاراته در سراسر جهان را حدود ۵۰ میلیون نفر برآورد کرده‌است.

## تاریخچه
کاراته دارای قدمتی دو هزار ساله‌است و یکی از استادان اولیه و مبتکران این فن «بودی دارما» است که حدود ۵۲۵ سال قبل از میلاد مسیح می‌زیسته‌است. وی که از پیشوایان مذهبی بودایی بود، به تنهایی از ایران باستان به راه افتاد و پس از راهپیمایی چند هزار کیلومتری خود و با پشت سر گذاشتن موانع طبیعی بسیار مشکل موجود در آن زمان به چین رسید و در ایالت هون نان و معبد شائولین اقامت گزید. تعالیم بودیدهاراما شامل تمرینات شدید انضباطی و رعایت پرهیزکاری بود. وی ۹ سال رنج و ریاضت همراه با تفکر و برای این که شاگردانش نیز بتوانند در مقابل ساعت‌های طولانی تفکر و اندیشه تاب مقاومت بیاورند و نیز با زورگویانی که تعالیم مذهبی و مردان دین را سد راه خود می‌دیدند، به مبارزه و مقابله برخیزند ۱۸ حرکت تمرینی را ابداع نمود که در حقیقت زیر بنای حرکات کاراته امروزی است.
کاراته امروزی شکل تکامل یافته‌ای از کمپوی چینی (بوکس چینی) که نوعی رشته سنتی در ووشو می‌باشد که در ابتدا اوکیناواته نامیده می‌شد. از هنگامی که حکومت‌های استبدادی در چین سلسله کینک ۱۶۴۴ سلسله ساتسوما در اوکیناوا به منظور جلوگیری از ورزیده شدن مخالفان و نیز تحت کنترل درآوردن مردم قانون منع استفاده از شمشیر را به مورد اجرا گذاشتند و به جمع‌آوری سلاح‌های رزمی اقدام نمودند مردم به سوی آموزش هنر مبارزه با دست خالی روی آوردند که همین امر باعث شکوفایی هرچه بیشتر کاراته شد.
در سال ۱۹۲۱ یکی از بزرگ‌ترین استادان کاراته جزیره اوکیناوا گیچین فونا کوشی ۱۸۶۸–۱۹۵۷ توانست با قدرت و ظرافت تمام کاراته را به ژاپن معرفی نماید و برخی دیگر از هنر جویان که تحت تعلیم بزرگ‌ترین استادان اوکیناوا قرار گرفته بودند، تکنیک‌های سنتی را با یکدیگر ترکیب نموده و سبک‌های متعددی از کاراته را به وجود آوردند.

## کاراته در ایران
سال ۱۳۴۲ سال ورود کاراته به ایران توسط سن سی فرهاد وارسته می‌باشد.

## سبک‌های کاراته
به‌طور کلی سبک‌های کاراته به دو دسته تقسیم می‌شود:
1. سبک‌های اصلی؛ مادر یا کنترلی
2. سبک‌های آزاد یا غیر کنترلی

سبک‌های مهم در کاراته (چهار سبک اصلی کاراته):
- شوتوکان، که توسط استاد فقید فوناکوشی که او را به عنوان پایه‌گذار کاراته امروزی می‌شناسند پایه‌گذاری شده‌است.
- شیتوریو، (سیستم ناهاته، سیستم شوری‌ته) این سبک توسط کنوا مابونی ایجاد شد.
- وادوریو،
- گوجوریو[۱۲]

### سبک‌های اصلی یا کنترلی
- شوتوکان، (بنیان‌گذار: گیچین فونا کوشی) در این متد توجه خاصی به نیرو و سرعت ورود آن و مرکز ثقل نیرو می‌شود.
- شیتوریو، (بنیان‌گذار: کنوا مابونی) شیتوریو متشکل از دو سیستم «ناها ته» و «شوری ته» در کاراته می‌باشد.
- گوجوریو، (بنیان‌گذار: چوجون میاگی) گوجوریو روش سفت و نرم، که در اوکیناوا شکل گرفت و و متعلق به سیستم ناهاته در کاراته می‌باشد.
- وادوریو، (بنیان‌گذار: اوتسوکا هیرونوری) وادوریو یعنی: راه صلح، روش صلح، روش صلح جویانه.

### سبک‌های آزاد
- کیوکوشین، (بنیان‌گذار: ماسوتاتسو اویاما) کیوکوشین‌کای، از عناصر مختلفی که نشات گرفته از تجریبات اویاما و سبک‌های دیگر است، به وجود آمد. و اویاما از شاگردان  استاد فونا کوشی است.
- گوجوریو: در گوجوریو هر دو گونهٔ مبارزات کنترلی و غیرکنترلی وجود دارد.
- جوکای دو کاراته: (بنیانگذار کانچو دهنوی) از سبک‌های ترکیبی کاراته، ترکیبی از کاراته، جودو، بوکس است
- کاراته دای دوجوکو (بنیان‌گذار: کانچو تاکاشی آزوما) ترکیبی از سه رشته رزمی، کاراته کیوکوشین، بوکس، جوجیتسو است.
- انشین (ساباکی کاراته)(بنیانگذار کانچونینومیا)
- جیسن کاراته[۱۳]
- سی دوکان کاراته یک سبک کاراته غیر کنترلی

## قوانین
کاراته یک هنر رزمی است اما مانند خیلی دیگر از هنرهای رزمی به صورت یک ورزش هم تمرین می‌شود و مسابقات بین‌المللی، جهانی دارد. این مسابقات زیر نظر فدراسیون جهانی کاراته موسوم به WKF برگزار می‌شوند. فدراسیون جهانی سال‌ها است که برای راهیابی کاراته به بازی‌های المپیک تلاش می‌کند و موفق به ورود رشته کاراته در بازی‌های المپیک ۲۰۲۰ شد. یکی از راه‌هایی که به افزایش تماشاگران مسابقات کاراته منجر خواهد شد ساده و قابل فهم شدن قوانین مسابقات برای مخاطبین و تماشاگران عام است. چندی پیش فدراسیون جهانی یک راهنمای تصویری منتشر کرد که به زبان ساده قوانین اصلی مسابقات کاراته را شرح می‌دهد و می‌تواند یک راهنمای ساده برای علاقه‌مندان مسابقات کاراته باشد.
متن سوگند نامه ورزشی هنر رزمی کاراته:
امید بندهٔ مسکین بهیچ واثق نیست
مگر بلطف خداوندگار بنده نواز
من بعنوان هنرجوی رزمی مکتب کاراته_دو سوگند یاد میکنم که از این هنر مقدس در راه ارتقاء و اعتلای ارزش های انسانی بهره بگیرم و تا آخرین لحظه ای که نفس در سینه و جان در بدن دارم، خود را وقف یادگیری و ارتقاء مهارت در علوم، فنون و فلسفه های حقیقی هنرهای رزمی و در کل اصل و حقیقت کاراته_دو کنم و فارغ از هرگونه غرور و تعصب کذایی درین راه از هیچ کوششی دریغ نورزم.
سوگند یاد میکنم تمام توانم را به کار ببندم تا آموزه های این مکتب مقدس را سرلوحه بهتر زیستن و سرمشق زندگی خود، خانواده و در نهایت جامعه خویش سازم.
آنچه که شایسته و بایسته است، برای خدمت صادقانه و بی ریا به مخلوقات بدون هیچ چشم داشت و منافعی چه مادی و چه معنوی (پست و مقام و منصب) بکار ببندم و مقصودی که مبدعین، استادان و پیشینیان هنرهای رزم از آیندگان این مشرب به نیکی انتظار داشته اند، در حد توانم برآورده سازم؛
```
باشد که برای نسل های آینده نامی و یادی نیکو از خود بر جای گذارم.
```

به امید آنکه این گفتار (نوشتار) نه از روی تزویر عریضه بلکه رفتار و کردار همیشگی ام تا آخرین نفس باشد.
آن محب حق ز بهر حق کجاست
که ز اغراض و ز علتها جداست
گر چنین و گر چنان چون طالبست
جذب حق او را سوی حق جاذبست
با تقدیم احترام به هنرجویان حقیقی و استادان واقعی این کیش...
متن سوگند نامه کاراته برای اولین مرتبه بصورت رسمی توسط سن سی سلمان نادری در تاریخ ۱۴۰۰/۰۳/۰۸ تنظیم و منتشر شد.

## اصطلاحات رایج در کاراته
کاراته_دو: راه و روش دفاع با دست خالی
کارا: خالی
ته: دست
دو: راه و روش
1. سوکی (زوکی): سوراخ ، رخنه ، شکاف
2. کن: مشت، شمشیر
3. گری: ضربه پا

آشی: پا
جودان: از پیشانی تا پایین گردن
چودان: از پایین گردن تا سر حد لگن
گدان: از سر لگن تا سر حد زانو 
1. اوس: اختصارا یک کلمه تاییدی و تاکیدی و جواب اوس همیشه اوس و با معانی بسیاری همچون احترام، احترام متقابل، بله، خیر و...
2. سن سی: مربی، استاد، معلم

شیهان: اموزگار مربی ها
کانچو: بنیان گذار هر سبک
1. سِن پای: ارشد کلاس

کاتا: مجموعه ای از تکنیک ها و تاکتیک های دفاعی و ضربه‌ای که یک یا چند استراتژی خاص را دنبال میکنند و در قالب یک فرم از پیش تعیین شده است. 
کومیته: الگوهای مبارزه ای که خود به چند دسته تقسیم بندی میشود
کیهون: تکنیک های پایه و اساسی
مائه: جلو
اوشیرو: عقب
هیداری: چپ
میگی: راست
شومن: جایگاه
گیاکو: مخالف
سِی زا: نشستن دو زانو
آگورا: نشستن چهار زانو
1. زارایی: خم کردن یا پایین اوردن سر برای کسب اجازه یا ادای احترام
2. یودانشا: کمربند مشکی کاراته
3. مادانشا: کسی که کمربند مشکی کاراته را دارد
4. کودانشا: فردی که رده بالایی از کمربند مشکی را دارد
5. کاکه: قلاب
6. وازا: جمع تکنیک (تکنیک های...)
7. اوکه: تکنیک های دفاعی
8. داچی: استقرار یا حالت ایستادن
9. تمشی واری: شکست اجسام سخت با دست خالی
10. تای ساباکی: خالی کردن و جابه جایی بدن
11. اویو: تفسیر حرکات
12. بونکای: اجرای کاربردی حرکات
13. گی: لباس
14. دو: شلوار
15. دوگی: لباس و شلوار
16. کاراته گی: لباس کاراته
17. اوبی: کمربند
18. ماکی وارا: تخته این سفت و عمودی برای تمرین ضربات کاراته

20هارا: شکم
21سونی: ساق پا
22هیزا (هیتسوئی): زانو
23گانمن: صورت
24کوبی: گردن
25آگو: چانه
26 آتاما: سر
27اوده: بازو
28یوکو: پهلو، کنار، جنب
29کوشی: کمر ، باسن
30هیجی ، امپی: ارنج
31توبی: پرش
32ذن: مراقبه
33یامه: پایان
34هاجیمه: شروع
35شیرو: سفید
36کیرو: زرد
37دای داریو: نارنجی
38میدوری: سبز
39آئو: آبی
40آکا: قرمز
41موراساکی: بنفش
42چایرو: قهوه‌ای
43کورو: مشکی
44.ری:احترام
45.داچی: ایستادن
46دوجو :محل تمرین
47مائه : جلو، روبرو
48یوی : آماده باش
49ته : دست
50اوشیرو: عقب
51 چویی: خطا
52یوکو: یک امتیاز
53 وازاری :دو امتیاز
54ایپون: سه امتیاز (امتیاز کامل)
55 یامه : توقف
56هانسوکو چویی : سومین یا چهارمین درجه خطا
57 هانسوکو: آخرین درجه خطا و خطای منجر به اخراج
58 آشی باراکو: اعلام ثانیه های پایانی مسابقه
59 آکا نوکاچی: برنده قرمز
60 آئو نوکاچی : برنده آبی
1. ↑  Higaonna, Morio (1985). Traditional Karatedo Vol. 1 Fundamental Techniques. p. 17. ISBN 0-87040-595-0.
2. ↑  http://www.wonder-okinawa.jp/023/eng/001/001/index.html بایگانی‌شده  در ۲ مارس ۲۰۰۹ توسط Wayback Machine history of Okinawan Karate
3. ↑  Bishop, Mark (1989). Okinawan Karate. pp. 153–166. ISBN 0-7136-5666-2. Chapter 9 covers Motobu-ryu and Bugeikan, two 'ti' styles with grappling and vital point striking techniques. Page 165, Seitoku Higa: "Use pressure on vital points, wrist locks, grappling, strikes and kicks in a gentle manner to neutralize an attack."
4. ↑  Miyagi, Chojun (1993) [1934].  McCarthy, Patrick (ed.). (An Outline of Karate-Do Karate-doh Gaisetsu. p. 9. ISBN 4-900613-05-3.
5. ↑  Draeger & Smith (1969). Comprehensive Asian Fighting Arts. p. 60. ISBN 978-0-87011-436-6.
6. ↑  «Dr. Gary J. Krug: the Feet of the Master: Three Stages in the Appropriation of Okinawan Karate Into Anglo-American Culture». بایگانی‌شده از اصلی در ۱۷ فوریه ۲۰۰۸. دریافت‌شده در ۲۸ نوامبر ۲۰۱۰.
7. ↑  Shigeru, Egami (1976). The Heart of Karate-Do. p. 13. ISBN 0-87011-816-1.
8. ↑  Nagamine, Shoshin (1976). Okinawan Karate-do. pp. 47. ISBN 978-0-8048-2110-0.
9. ↑  News from the 117th IOC
10. ↑  Web Japan
11. ↑  حق‌شناس، علی، دانشنامه هنرهای رزمی، تهران، نگاه بوستان، ۱۳۹۴، ص ۲۲۶
12. 1 2  حق‌شناس، علی، دانشنامه هنرهای رزمی، تهران، نگاه بوستان، ۱۳۹۴، ص ۲۲۷
13. ↑  حق‌شناس، علی، دانشنامه هنرهای رزمی، تهران، نگاه بوستان، ۱۳۹۴، ص ۲۲۸